# Де Йонг, Йеспер
Йеспер де Йонг (род. 31 мая 2000, Харлем) — нидерландский теннисист; финалист Кубка Дэвиса 2024 в составе сборной Нидерландов.

## Спортивная карьера
В марте 2021 года Йеспер выиграл свой первый титул в серии «челленджер» в Санкт-Петербурге в паре с Сэмом Вербееком.
На «челленджере» в Алма-Ате в парном разряде в паре с Виталием Сачко также праздновал победу. Неделю спустя, в июне 2021 года, Де Йонг выиграл свой первый «челленджер» в одиночном разряде на турнире в Алма-Ате, победив в финале Томаса Барриоса Веру.
В 2022 году нидерландец дебютировал в основной сетке турнира ATP-тура в Роттердаме в парном разряде сСэмом Вербееком.
В одиночном разряде Йеспер дебютировал в АТР-туре на турнире в Росмалене, получив уайлд-кард.
11 сентября 2023 года он достиг 135-й строчки в мировом рейтинге теннисистов.
В 2024 году он прошел квалификацию на Открытый чемпионат Австралии, дебютировав на турнирах Большого шлема. Здесь же Йеспер одержал свою первую победу в данной серии, переиграв Педро Качина из Аргентины.
В мае 2024 года, на Открытом чемпионате Франции по теннису, Де Йонг выиграл квалификацию и вышел в основную сетку Ролан Гаррос. В первом раунде в пятисетовом поединке обыграл Джека Дрейпера, а во втором матче уступил в четырёх сетах Карлосу Алькарасу.

## Рейтинг на конец года
| Год  | Одиночный рейтинг | Парный рейтинг |
| 2023 | 153               | 376            |
| 2022 | 288               | 182            |
| 2021 | 226               | 167            |
| 2020 | 301               | 288            |
| 2019 | 436               | 321            |

## Выступления на турнирах

### Финалы командных турниров (1)

#### Поражение (1)
| №  | Год  | Турнир       | Команда                                                            | Соперник в финале                                                     | Счёт |
| 1. | 2024 | Кубок Дэвиса | Нидерланды Б. ван де Зандсхюлп, Т. Грикспор, Й. де Йонг, У. Колхоф | Италия М. Берреттини, С. Болелли, А. Вавассори, Л. Музетти, Я. Синнер | 0-2  |